# 仰止亭 (南京市)
仰止亭位于中国江苏省南京市玄武区中山陵以东二道沟北面的梅岭上，东邻光化亭，南望流徽榭。仰止亭1931年始建，1932年秋建成，由叶恭绰为纪念孙中山而出资捐建，是中山陵园中唯一由个人捐建的纪念建筑。仰止亭由刘敦桢设计，为钢筋混凝土结构，四角攒尖顶覆蓝色琉璃瓦，高6.7米，梁、柱、额枋、雀替、檐椽、藻井等有彩绘，立柱为朱红色，底为边长5米的正方形。额枋为叶恭绰题写的“仰止亭”三字。
叶恭绰逝世前，表示希望葬于仰止亭附近，以示至死追随孙中山。经周恩来批准，1970年4月叶恭绰葬于仰止亭西侧，墓碑上刻：“仰止亭捐建者 叶恭绰先生之墓 1881-1968”。